# Марбл (Міннесота)
Марбл (англ. Marble) — місто (англ. city) в США, в окрузі Ітаска штату Міннесота. Населення — 610 осіб (2020).

## Географія
Марбл розташований за координатами 47°19′41″ пн. ш. 93°17′44″ зх. д. / 47.32806° пн. ш. 93.29556° зх. д. (47.328090, -93.295652).  За даними Бюро перепису населення США в 2010 році місто мало площу 11,52 км², з яких 11,26 км² — суходіл та 0,26 км² — водойми.

## Демографія
Згідно з переписом 2010 року, у місті мешкала 701 особа в 281 домогосподарстві у складі 174 родин. Густота населення становила 61 особа/км².  Було 315 помешкань (27/км²).
Расовий склад населення:
| - 93,4 % — білих - 3,1 % — корінних американців - 0,6 % — чорних або афроамериканців - 0,4 % — азіатів |

До двох чи більше рас належало 2,4 %. Частка іспаномовних становила 0,3 % від усіх жителів.
За віковим діапазоном населення розподілялося таким чином: 27,8 % — особи молодші 18 років, 58,4 % — особи у віці 18—64 років, 13,8 % — особи у віці 65 років та старші. Медіана віку мешканця становила 38,2 року. На 100 осіб жіночої статі у місті припадало 115,0 чоловіків;  на 100 жінок у віці від 18 років та старших — 112,6 чоловіків також старших 18 років.
Середній дохід на одне домашнє господарство  становив 42 860 доларів США (медіана — 42 578), а середній дохід на одну сім'ю — 49 837 доларів (медіана — 45 500). За межею бідності перебувало 28,9 % осіб, у тому числі 37,1 % дітей у віці до 18 років та 13,3 % осіб у віці 65 років та старших.
Цивільне працевлаштоване населення становило 215 осіб. Основні галузі зайнятості: освіта, охорона здоров'я та соціальна допомога — 16,7 %, виробництво — 15,3 %, роздрібна торгівля — 13,0 %.